# Zaozierje (wołost Pożeriewickaja, w pobliżu wsi Dubrowka)
Zaozierje (ros. Заозерье) – wieś (ros. деревня, trb. dieriewnia) w zachodniej Rosji, w wołoscie Pożeriewickaja (osiedle wiejskie) rejonu diedowiczskiego w obwodzie pskowskim.

## Geografia
Miejscowość położona jest nad jeziorem Iwańkowskoje, 4 km od dieriewni Dubrowka, 11 km od centrum administracyjnego osiedla wiejskiego (Pożeriewicy), 14,5 km od centrum administracyjnego rejonu (Diedowiczi), 87 km od stolicy obwodu (Psków).

## Demografia
W 2010 r. miejscowość nie posiadała mieszkańców.